# Spessartweg 33

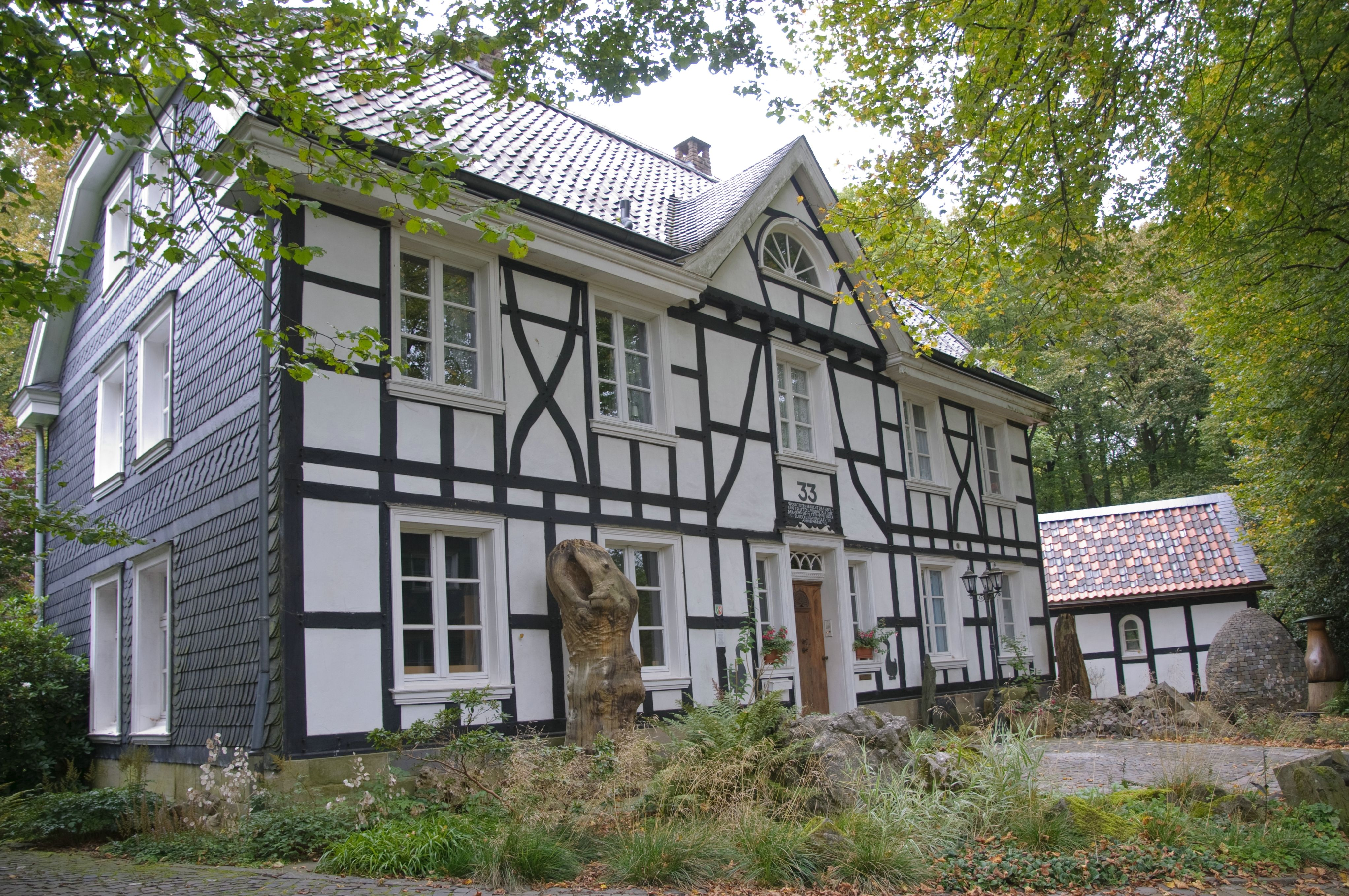
Spessartweg 33

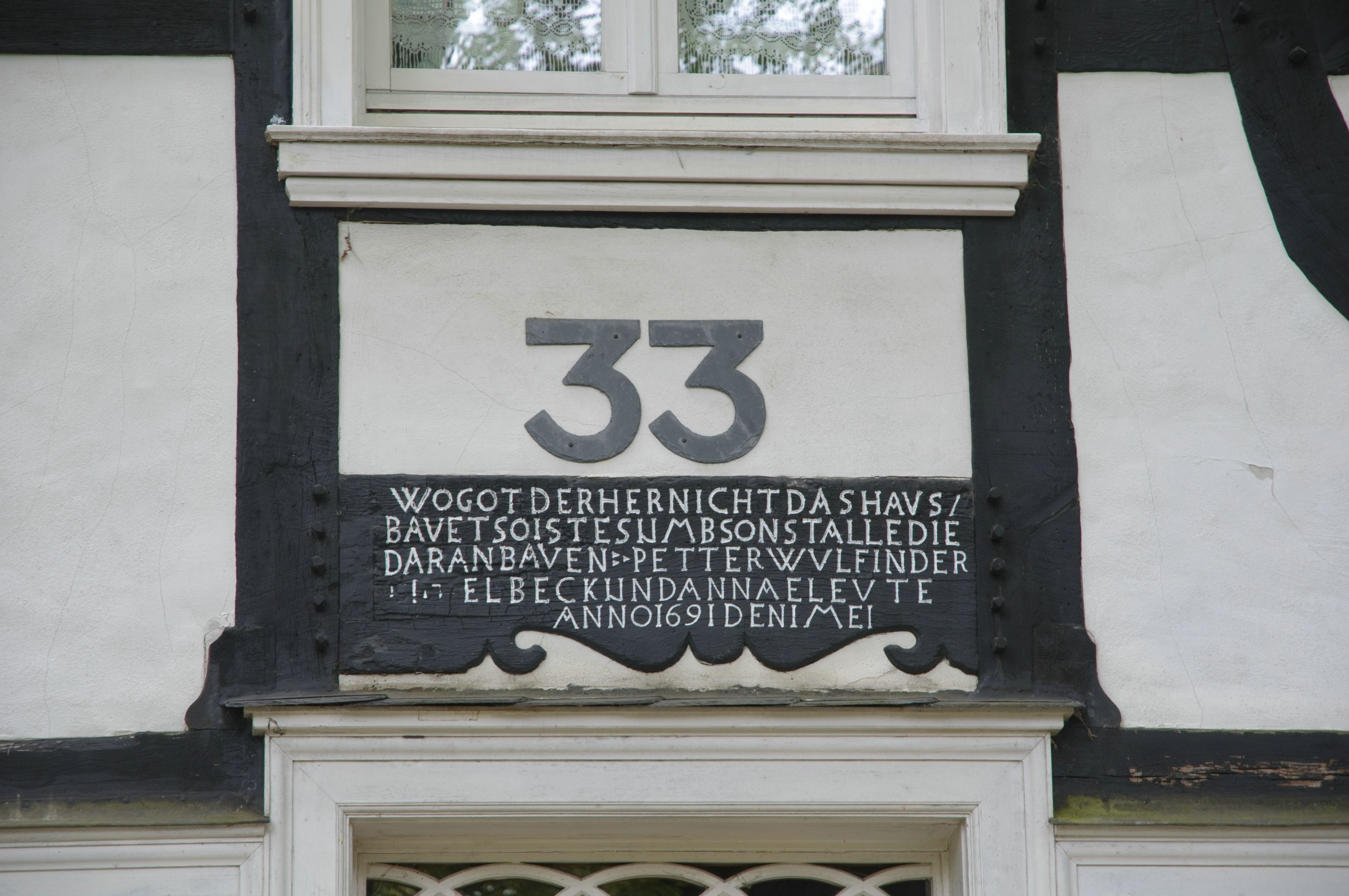
Spessartweg 33

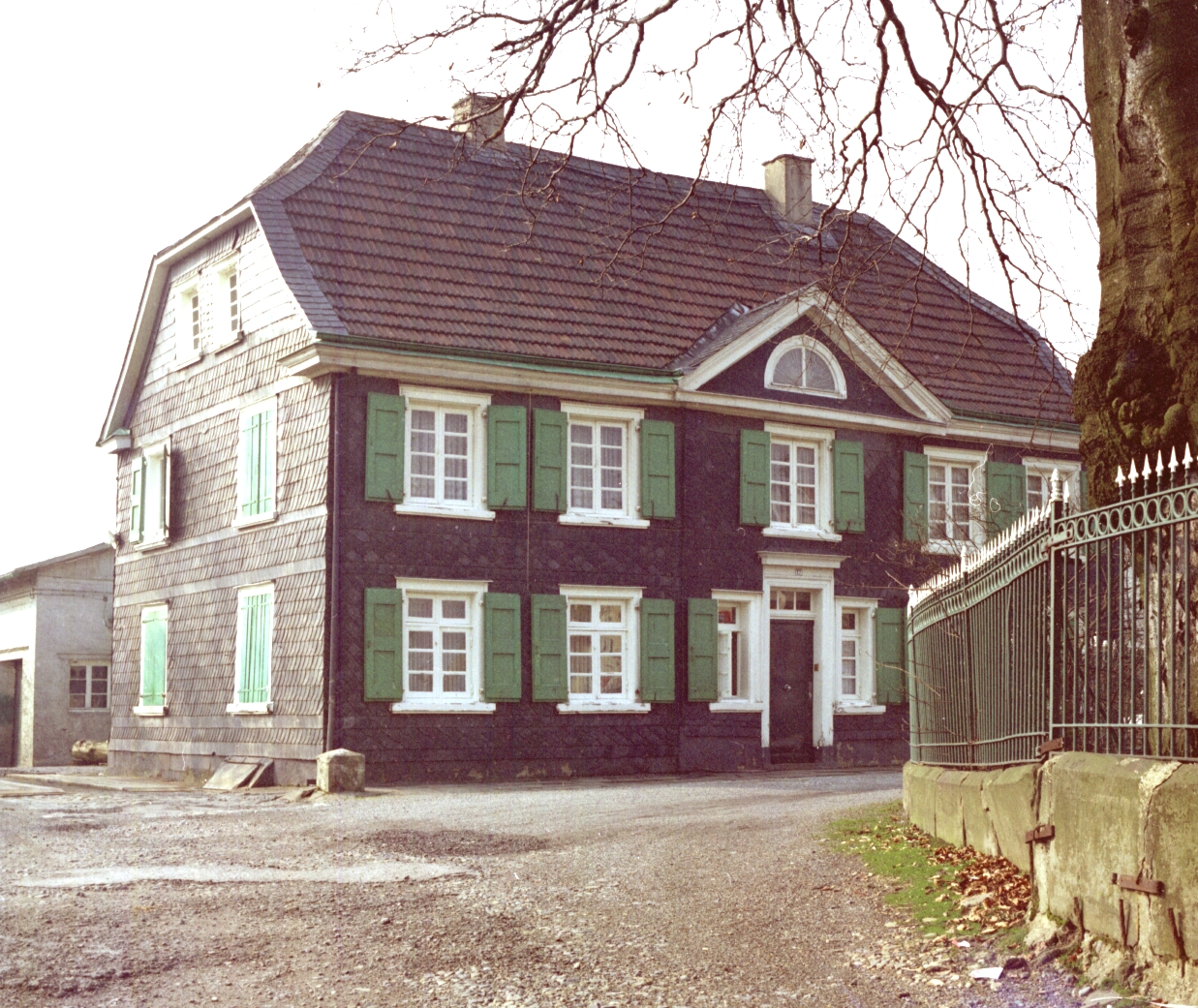
Am ursprünglichen Standort Hahnerberger Straße

Das Wohnhaus Spessartweg 33 im Wuppertaler Stadtteil Cronenberg wurde am 27. November 1985 als Baudenkmal unter Schutz gestellt. Das Gebäude gilt als unverzichtbarer Bestandteil der historischen Bausubstanz im Stadtbezirk Cronenberg und als ein Beispiel für die gute Qualität der Bergischen Fachwerkbauweise der Zeit.

## Beschreibung
Das Wohnhaus vom Typ Gietenbruchhaus wurde Ende des 17. Jahrhunderts in dem Ortsteil Hahnerberg an der Provinzialstraße Elberfeld–Hitdorf (spätere Hausanschrift Hahnerberger Straße 12) erbaut. Das zweigeschossige Fachwerkhaus besitzt eine mittige Hauseingangstür mit beidseitigen Fenstern, Sprossenfenstern und ein Krüppelwalmdach und mittigen Zwerchgiebeln mit halbkreisförmigen Fenstern im Tympanon. Die Garten- und die Giebelfassade sind verschiefert. Dem ursprünglichen Bau wurde um 1800 ein Anbau beigefügt, der der vorhandenen Fachwerkkonstruktion angeglichen wurde. Dabei wurde dem Baukörper ein Mittelrisalit mit Zwerchgiebel hinzugefügt.
Der ursprüngliche Standort an der Hahnerberger Straße (51° 13′ 41,1″ N, 7° 9′ 0,4″ O) musste 1982 dem Bau des Hahnerberger Tunnels der Landesstraße 418 weichen. Aufgrund seiner kulturhistorischen Bedeutung wurde es zerlegt und an seinen heutigen Standort am Spessartweg im benachbarten Ortsteil Küllenhahn transloziert. Dabei entfielen der kaschierte Mittelrisalit und die straßenseitige Verschieferung.